# 戴锦华
戴锦华（1959年—），生于北京，主要从事电影史论、女性文学以及大众文化领域的研究，现于北京大学中文系任职教授、博士生导师、电影与文化研究中心主任，并于1997年被美国俄亥俄州立大学聘为兼职教授、博士生导师。戴锦华1978-1982年就读北京大学中文系文学专业，1982年开始任教北京电影学院文学系，并在1987年参与建立中国第一个电影史论专业，而后的1995年10月，其又在北京大学比较文学与比较文化中心所建立中国第一个比较文化研究室。
戴锦华在北大很受学生欢迎，她讲课不用讲稿，也很少用PPT，课堂经常座无虚席。

## 生平
1959年出生于北京。1982年毕业于北京大学中文系。她先在北京电影学院教书，之后在北京大学获得教授职位并成为北京大学电影文化研究中心主任。
- 1987-1992年 北京电影研究所电影文学系 讲师
- 1992-1993年 北京电影研究所电影文学系 副教授
- 1993-1997年 北京大学比较文学和文化研究所 副教授
- 1996年-至今 俄亥俄州立大学兼职教授 (研究生课程)
- 1997年-至今 北京大学中国文学和语言系比较文学和文化研究所 教授
- 2009年–至今 岭南大学文化研究系 本兼职教授

## 著作
- 《浮出历史地表》 (与孟悦合著, 河南人民出版社1989年出版)
- 《电影理论与批评手册》 (科技文献出版社1993年出版)
- 《镜城突围———电影·女性·文学》(作家出版社1993年出版)
- 《镜与世俗神话——影片精读十八例》 (中国广播电视出版社1995年出版)
- 《镜城地形图——90年代中国文化研究》 (联合文学出版社1995年出版)
- 《拼图游戏》[ (随笔集) , 泰山出版社1999年出版]
- 《犹在镜中——戴锦华访谈录》 (知识出版社1999年出版)
- 《涉渡之舟——新时期女性写作与女性文化》 (陕西人民教育出版社2002年出版)
- 《隐形书写:90年代中国文化研究》 (江苏人民出版社2003年出版)
- 《沙漏之痕》 (山东友谊出版社2006年出版) 。
- 翻译《蒙面骑士:墨西哥副司令马科斯文集》 (上海人民出版社2006年出版) 。[5]

## 研究历程

### 80年代的电影研究
戴锦华曾在1997年5月28日，于北京大学勺园咖啡厅接受北大哲学系研究生陈岸英和周濂的采访，提到几乎整个80年代都在研究电影理论和评论，而构成自己的电影研究基本立场主要有三种因素：
1）相当精英化的艺术品味，崇尚欧洲艺术电影传统，关注艺术电影。但这其中的大部分创作作品甚至不为普通中国电影观众所知。戴锦华对当时极为“叫坐”的影片毫无热情；
2）戴锦华的热情在当时都投入在翻译介绍、运用西方电影和文化理论，并通过结构主义、后结构主义的理论方法来阐释中国电影文本；
3）戴锦华逐渐明确的女性主义立场。

### 90年代开始的大众文化研究
其实进入90年代之后，戴锦华一度进入了相当茫然的状态，按她自己的说法，则是经历了真正的“失落”。从80年代开始，戴锦华所从属的学术群体，大部分人都选择了放弃学术，这使得她陷入孤独，并产生自我怀疑，怀疑自己的选择和价值。但让戴锦华一时之间难以接受的是，自己经历了一次“知识的破产”，即过去所娴熟运用的大部分理论和方法都在新现实面前显得苍白无力。但戴锦华最终还是坚持走学术道路，并开始进行一场深刻的反省，对西方理论和自己使用西方理论的态度的反省。也在这场痛苦的反省和重新思考之后，戴锦华开始将主要精力转移到大众文化研究。

## 相关评价
- 戴锦华在《〈镜城突围——女性、电影、文学〉关于作者（代后记》中对于自我的评价：“不属于自认能改写历史的一代，但属于自认为必须写自己的历史并为之负责的一代。爱书籍，爱写作，不因其圣洁高尚，只因其于我是一桩充满挑战的乐事。生而为女人，却为何为女人，何谓女人，困惑自疑至而立之年，由是而成了一个女性主义者。爱丈夫，爱与之偕老的寻常日子，怕竞争，但输得起。”[7]
- 谭杉杉在文章《镜与灯：戴锦华的电影寓言》中将戴锦华的电影研究称为电影寓言，并认为其研究具有真实性、破碎性和未来性，而戴锦华则是通过对电影这一镜像的解读关照现实人生。[8]
- 外界将她视作“中国新左派”，不过戴锦华回应称“我一向认为，这个标签本身颇为荒诞。”[9]
- 端传媒刊文称“戴锦华热”代表了一种中國特色限定版女權主義，她言辭上的模糊性雖然往往被解讀成一種因言論審查而形成難言之隱，但實際上幫助她跳過了公共辯論中的邏輯推演和實證過程，更為她的保守傾向、對國家主義和民族主義的認同，帶來一種似是而非的感覺。[10]

## 人物访谈
- 《女性的力量，往往在社会出现绝对危机时才得以发挥 》，在这篇访谈里戴锦华针对当代女性发展问题认为“到今天为止，女性的那种别样的力量，所谓alternative，女性的这种不一样的力量，这种由她们自己的生命经验，甚至身体经验中产生的资源，经常只是在社会处于绝对的危机或者陷入无助状态当中才能够得到发挥...人们只有在主流逻辑陷于极度危机的时候，他们才会选择女性角色，同时寄希望于她们那个不一样的资源和力量。”[11]
- 《为了读懂一本好书，我们需要多读——专访戴锦华》，在这篇访谈里可以获知戴锦华对待阅读的态度，她认为“大量阅读是某种内在的需要，不能自已”，也没有什么独特的阅读方法，无论是读理论，还是读闲书，：只管读下去，一定有收获。若是正襟危坐、焚香沐浴、备好各种标记笔，反而十有八九读不完”。[12]
- 《戴锦华：我仍然相信，清醒和智慧的必要》，在这篇访谈中戴锦华认为“不婚不育保平安”的主张“表达了某种带痛感的自觉”，“是对“剩女”这类污名中的被动位置的主动反转...今天，女性需要为不婚不育去声明、去解释、去给自己的行为寻找合法性，是某种清晰的倒退痕迹...无论你是骄傲的、反叛的，还是你是功利的、顺从的，都陷落在一个以金钱衡量、决定一切的社会价值和社会结构的困境中。"[13]

## 扩展阅读
- Resident Fellows - Dai Jinhua. Townsend Center for the Humanities at University of California, Berkeley. Accessed 2011-02-01.
- Biographical dictionary of Chinese women, Volume 2. Lily Xiao Hong Lee, Clara Wing-chung Ho. M.E. Sharpe, 2003. pp.123-125.